# Lierhert
Het lierhert (Rucervus eldii of Cervus eldii) is een hertachtige uit Zuidoost-Azië. Het dier wordt ook wel Elds hert, thamin of tameng genoemd.

## Kenmerken
Het lierhert heeft een rossig bruine vacht, die 's winters donkerder van kleur is. De onderzijde is 's zomers bleekbruin, 's winters wittig. Vrouwtjes zijn lichter van kleur. Rond de ogen is het dier wit. Ook de kin en de randen van de oren zijn wit. Jonge lierherten zijn gevlekt. Het hert dankt zijn naam aan het liervormige gewei. De gekromde stang loopt in een boog over in de oogtak, en is bij elkaar ongeveer 99 centimeter lang. Hij heeft een schouderhoogte van 110 tot 120 centimeter en een gewicht van 80 tot 150 kilogram.

## Leefwijze
Het voedsel van deze dieren bestaat voornamelijk uit grassen en bladeren.

## Verspreiding
Het lierhert leeft in moerassige streken in Manipur (India), Hainan (China), Myanmar, Thailand, Cambodja en in Vietnam, waar de soort mogelijk is uitgestorven. In Manipur leeft de soort in het Nationaal Park Keibul Lamjao.

## Ondersoorten
Er zijn drie ondersoorten:
- Birmaans lierhert (Rucervus eldii thamin) - Myanmar, Thailand
- Thais lierhert (Rucervus eldii siamensis) - Hainan, Laos, Cambodja, Vietnam (mogelijk uitgestorven), Thailand (uitgestorven)
- Indisch lierhert of Manipurlierhert (Rucervus eldii eldii) - Manipur, India